# Jampil (obwód doniecki)
Jampil (ukr. Ямпіль) – osiedle typu miejskiego na Ukrainie, w obwodzie donieckim, w rejonie kramatorskim. W 2024 liczyło 403 mieszkańców.